# Словообразовательное гнездо

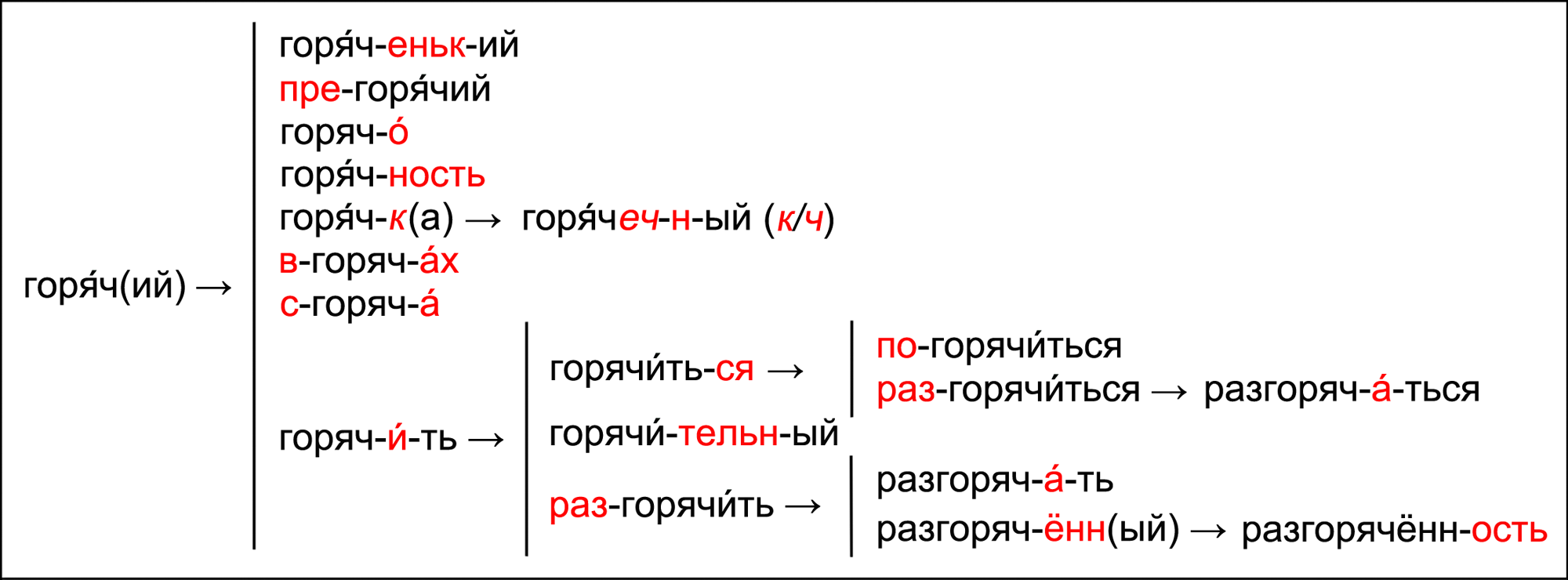
Словообразовательное гнездо с исходным словом горячий

Словообразова́тельное гнездо́ (также гнездо слов, гнездо производных слов, гнездо однокоренных слов) — крупнейшая единица в системе словообразования, представляющая собой совокупность однокоренных слов, связанных отношениями словообразовательной мотивации (производности). Состоит из словообразовательных цепочек и парадигм с общим исходным мотивирующим (производящим) словом. Составляющие словообразовательного гнезда объединены материальной и смысловой общностью — общей материальной частью для них является корень, общей смысловой частью — семантический компонент, содержащийся в корне. Исследованиями, связанными с теорией словообразовательных гнёзд (и других единиц системы словообразования), в советском и российском языкознании занимались А. Н. Тихонов, П. А. Соболева, Е. Л. Гинзбург и другие лингвисты.
Совокупность словообразовательных гнёзд наряду с совокупностью словообразовательных типов в их взаимодействии образуют словообразовательную систему языка. Степень включённости слов в словообразовательные гнёзда показывает уровень развития словообразования в том или ином языке. Так, например, в русском языке число производных слов, включённых в гнёзда, в 25 раз превышает число одиночных слов.

## Структура

### Исходное и производные слова
Каждое слово, входящее в структуру словообразовательного гнезда, занимает в нём определённое место, предусмотренное языковой системой и закреплённое языковой нормой (одновременно с этим в гнёздах имеются лакуны, которые могут быть заполнены потенциальными словами, образованными по продуктивным словообразовательным типам). Каждое из слов гнезда связано с одним или несколькими однокоренными словами словообразовательными отношениями. В каждом гнезде имеется исходное непроизводное слово. Все остальные слова являются производными (мотивированными) от исходного непосредственно или опосредованно через другие мотивирующие слова. Слова, мотивированные двумя и более мотивирующими словами, называют полимотивированными, например, слово подогреваться в гнезде с исходным словом греть мотивировано словами подогреться и подогревать. В первом случае оно образуется при помощи суффикса -ва-: подогреться → подогре-ва-ться, во втором случае — при помощи постфикса -ся: подогревать → подогревать-ся.
Исходное слово во многом определяет строение гнезда и смысловые отношения слов внутри гнезда. Так, например, производящая основа исходного слова чёрн-ый входит в состав всех производных слов гнезда (черн-оватый, черн-еть, по-черн-еть и т. д.), а его значение определяет значения всех производных слов (черноватый «несколько чёрный», чернеть «становиться чёрным или более чёрным», почернеть «стать чёрным» и т. д.). В значительной мере исходное слово определяет лексический состав гнезда. Например, если исходным словом является название растения, то в гнезде вероятнее всего будут содержаться уменьшительно-ласкательные слова, названия леса, названия зарослей, относительные прилагательные и т. п.: берёза, берёзка, берёзонька, березняк, берёзовый; липа, липка, липонька, липняк, липовый и т. п. Исходным может быть слово любой части речи, включая междометия и звукоподражания (ах, ку-ку, хны). Чем активнее исходное слово в семантическом, грамматическом и частотном планах, тем больше у него отмечается производных слов и тем объёмнее его строение. Активность исходного слова зависит от его принадлежности к той или иной части речи, от его семантических особенностей (от его моно- или полисемантичности), от его частотности в речи и особенностей лексического значения.
Состав гнезда неоднороден по частотности употребления производных слов, по отношению производных слов к тому или иному языковому стилю, по характеру продуктивности производных слов. Материальные границы гнезда могут изменяться на разных этапах развития языка. Гнездо может пополняться новыми производными словами, а какие-то слова могут выходить из употребления.

### Ступени словообразования
Все производные слова размещены в гнезде в определённом порядке. За каждым словом, начиная от исходного, следует образуемое от него производное слово. Места в последовательности таких слов называются ступенями словообразования. Чем дальше слово от исходного, тем выше ступень его словообразования: дать → пере-дать (I ступень) → переда-ча (II ступень) → передат-чик (III ступень) → передатчиц-а (IV ступень). Наибольшее число производных образуется на I ступени. В русском языке большинство слов относится к ступеням словообразования с I по IV. Слова, образуемые на V и VI ступенях встречаются редко.

### Составные единицы
Словообразовательное гнездо представляет собой, как правило, сложное иерархическое образование, наиболее простые единицы которого последовательно подчинены более сложным единицам. Наименьшей единицей гнезда является словообразовательная пара, состоящая из мотивирующего (производящего) и мотивированного (производного) слов. Все образующие гнездо слова являются частью той или иной пары. Число пар в гнезде равно числу входящих в него мотивированных слов. Для каждого исходного слова число пар может быть различным. Так, например, гнездо глагола греть включает 152 пары (мотивированных слова), гнездо имени прилагательного сухой — 284, гнездо имени существительного вода — 316, гнездо глагола нести — 540.
Из словообразовательных пар формируются словообразовательные цепочки и парадигмы, придающие отношениям слов в гнезде упорядоченный характер. При этом цепочки реализуют в гнезде синтагматические связи слов (горизонтальные), а парадигмы — парадигматические (вертикальные).
Словообразовательная цепочка минимальной длины включает два слова. Слова, составляющие цепочку, располагаются в иерархическом порядке — каждое последующее слово подчинено предыдущему (является мотивированным (производным) по отношению к предыдущему мотивирующему слову). Число цепочек в гнёздах может существенно различаться. Так, например, гнездо с исходным словом горжет состоит из одной цепочки: горжет → горжетка → горжеточка, а гнездо со словом греть включает 99 цепочек.
Словообразовательная парадигма включает в свой состав все производные (мотивированные) слова, образованные от одного производящего (мотивирующего) слова и расположенные на одной ступени производности (мотивированности). Производящим в парадигме может быть как непроизводное слово (исходное слово гнезда), так и производное. Число парадигм в гнезде равно числу входящих в него мотивирующих слов. Как и число цепочек, число парадигм в состав гнезда может существенно различаться. Так, например, гнездо с исходным словом алмаз включает одну парадигму: алмаз — алмазец, алмазик, алмазник, алмазный, алмазозаменитель, а гнездо со словом греть включает 64 парадигмы. Число слов в парадигме иногда может достигать больших значений, например, парадигма имени прилагательного высокий состоит из 120 слов.

## Общий элемент значения
Общий элемент значения гнезда (общий семантический компонент) материально выражается в общем для всех слов корне. Например, корень чист- является внешним выразителем смысловой общности для производных слов гнезда с исходным словом чистый: чист-ить «делать чистым», по-чист-ить «сделать чистым», про-чист-ить «сделать чистым насквозь», вы-чист-ить «сделать чистым внутри чего-либо, извлекая что-либо», о-чист-ить «сделать чистым, снимая или удаляя что-либо», чист-ильщик «тот, кто чистит что-либо» и т. д. Исходя из этого однокоренными словами не являются слова череп и черепица, двор и дворец, чёрный и чернила, дать и продать, быть и забыть, чрево и чреватый. Члены этих пар, несмотря на внешнее сходство, относят к разным словообразовательным гнёздам. Например, гнездо с исходным словом череп включает слова черепок, черепочек, черепной, а гнездо с исходным словом черепица, включает слова черепичина, черепичник, черепичный, черепитчатый и другие. В разные гнёзда также включаются слова с одинаковым связанным корнем (не употребляемым без сочетания с аффиксами), поскольку они не находятся в словообразовательных отношениях. Например, к разным гнёздам относят слова включить и выключить, поскольку ни один из них не образуется от другого.
Смысловые связи в словообразовательном гнезде по мере развития языка могут изменяться. Ослабевание связей между фрагментами гнезда может приводить к их распаду. Так, например, произошло выделение из одного гнезда новых с исходными словами видеть (увидеть, видеться, видимый и т. д.) и ненавидеть (ненависть, ненавистный и т. д.).

## Классификации

### Полные и неполные гнёзда
Словообразовательные гнёзда могут быть полными и неполными. К полным относят гнёзда, включающие в свой состав все структурные компоненты — пары, цепочки и парадигмы. Неполными являются гнёзда, в которых хотя бы один из этих компонентов отсутствует. К неполным гнёздам относятся, например, простейшие гнёзда, состоящие из одной словообразовательной пары (микрогнёзда) — манго → манговый или из одной словообразовательной парадигмы — бухгалтер → бухгалтерша, бухгалтерский, бухгалтерия, главбух.

### Конкретные, типовые и категориальные гнёзда

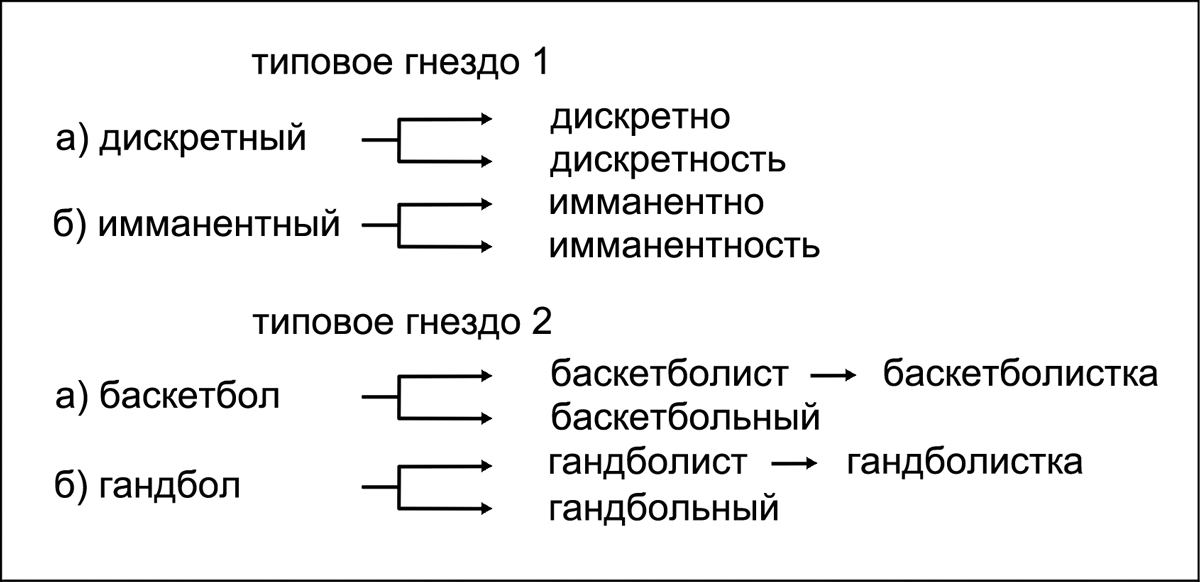
Примеры двух типовых гнёзд с одинаковым набором производных и одинаковым их структурным размещением

Словообразовательные гнёзда, как и образующие их словообразовательные пары, цепочки и парадигмы, делятся на конкретные, типовые и категориальные. Конкретные гнёзда представляют собой совокупность слов с общим корневым элементом, связанных отношениями синхронной словообразовательной производности. Типовыми называют объединения конкретных гнёзд с общей для них структурой, выражаемой одними и теми же частями речи входящих в гнёзда элементов и одинаковым их размещением, одними и теми же словообразовательными значениями производных слов и одними и теми же средствами их образования. В состав типовых гнёзд включаются общие по структуре типовые словообразовательные пары, цепочки и парадигмы. Категориальные гнёзда объединяют, в свою очередь, типовые гнёзда, в которых при общности словообразовательных значений производных различаются средства их образования.

## В словообразовательных словарях
Словообразовательные гнёзда представлены в специализированных словарях, показывающих структуру словообразования языка. Организация слов в гнёздах, упорядоченная в соответствии с отношениями словообразовательной мотивации, показывается в таких словарях при помощи графических средств (стрелками и вертикальными чертами). Помимо этого, в производных словах выделяются все словообразовательные аффиксы в составе формантов. Так, например, в «Словообразовательном словаре русского языка» А. Н. Тихонова (в 2-х томах, 1-е издание — 1985 год), наиболее полном гнездовом словаре, содержится 12 620 гнёзд, расположенных в алфавитном порядке (по исходному слову гнезда) и включающих 145 тысяч слов.